# Pasi Rasian
Pasi Rasian is een bestuurslaag in het regentschap Aceh Selatan van de provincie Atjeh, Indonesië. Pasi Rasian telt 170 inwoners (volkstelling 2010).